# روبن مكلارين
روبن مكلارين (بالإنجليزية: Robin McLaren)‏ هو دبلوماسي بريطاني، ولد في 14 أغسطس 1934 في ساسكس في المملكة المتحدة، وتوفي في 20 يوليو 2010 في لندن في المملكة المتحدة بسبب سرطان.